# Estado da Palestina
Palestina (em árabe: فلسطين, Filasṭīn), oficialmente Estado da Palestina (em árabe: دولة فلسطين, Dawlat Filasṭīn), é um país de reconhecimento limitado situado no Oriente Médio. Reconhecido por 147 dos 193 Estados-membros da ONU, o país abrange a Cisjordânia ocupada por Israel e a Faixa de Gaza, incluíndo Jerusalém Oriental, que são coletivamente conhecidos como territórios palestinos ocupados, dentro da região geográfica e histórica mais ampla da Palestina. A Palestina designa Jerusalém Oriental como sua capital, apesar de seu centro administrativo estar localizado na cidade de Ramala. A sua independência foi declarada em 15 de novembro de 1988 pela Organização para a Libertação da Palestina (OLP) e por seu governo no exílio em Argel, na Argélia. No entanto, a maioria das áreas reivindicadas pelos palestinos estão ocupadas por Israel desde a Guerra dos Seis Dias, em 1967. Após a Segunda Guerra Mundial, em 1947, as Nações Unidas adotaram um Plano para Partilha da Palestina, recomendando a criação de dois estados árabe e judeu independentes, com uma Jerusalém internacionalizada. Em 1993, os Acordos de Oslo estabeleceram a Autoridade Nacional Palestina, que realiza a administração sociopolítica de áreas delimitadas dos territórios, enquanto o Hamas controla a Faixa de Gaza.
Em outubro de 1974, a cúpula da Liga Árabe designou a OLP como o "único representante legítimo do povo palestino" e reafirmou "o seu direito de estabelecer um Estado independente com urgência". Em novembro de 1974, a OLP foi reconhecida como competente em todos os aspectos referentes à questão Palestina e os palestinianos ganharam reconhecimento implícito de soberania pela Assembleia Geral da ONU, que concedeu-lhe o estatuto de observador como uma "entidade não estatal" dentro da organização. Depois da declaração de independência de 1988, a Assembleia Geral oficialmente "reconheceu" a proclamação e decidiu usar a designação "Palestina", ao invés de "Organização para a Libertação da Palestina". Apesar desta decisão, a OLP não participa da ONU na qualidade de governo da Palestina.
Em 1993, com os Acordos de Oslo, o governo israelense reconheceu a equipe negociadora da OLP como "representante do povo palestino", com a condição de que a OLP reconhecesse o direito do Estado de Israel de existir em paz, aceitasse as resoluções 242 e 338 do Conselho de Segurança da ONU e rejeitasse "a violência e o terrorismo". Como resultado, em 1994 a OLP estabeleceu a administração territorial da Autoridade Nacional Palestina (ANP), que exerce algumas funções governamentais em partes da Cisjordânia e da Faixa de Gaza. Em 2007, o Hamas assumiu o governo da Faixa de Gaza, o que dividiu os palestinos politicamente e territorialmente. O Fatah, de Mahmoud Abbas, ficou com o governo de grande parte da Cisjordânia, enquanto o Hamas obteve o controle da Faixa de Gaza. Em abril de 2011, os partidos palestinos assinaram um acordo de reconciliação, mas sua implementação foi suspensa, até que um governo de unidade foi formado no dia 2 de junho de 2014.
Em 29 de novembro de 2012, a Assembleia Geral da ONU aprovou em uma votação a Resolução 67/19, que atualiza o estatuto da Palestina de uma "entidade observadora" para um "Estado observador não membro" dentro do sistema das Nações Unidas, o que foi descrito como o reconhecimento de facto da soberania da OLP sobre os territórios palestinos. Em 17 de dezembro de 2012, a ONU declarou que "a designação de 'Estado da Palestina' será utilizada pelo secretariado em todos os documentos oficiais das Nações Unidas". Em 27 de setembro de 2013, 137 dos 193 países-membros das Nações Unidas reconheceram a existência do Estado da Palestina. Muitos dos países que não reconheceram o Estado palestino, no entanto, reconhecem a OLP como "representante do povo palestino".

## Etimologia
Palestina é uma denominação histórica da área geográfica que atualmente cobre o Estado de Israel, a Cisjordânia e a Faixa de Gaza. Até 1948, quando da fundação de Israel, Palestina era a denominação do mandato britânico, e antes disso já era a denominação da região durante a dominação do Império Otomano, que durou mais de 800 anos.
O termo "Pelesete" (transliterados de hieroglifos P-r-s-t) foi encontrado em cinco inscrições que se referem a um povo ou terra vizinho dos egípcios a partir de 1 150 a.C. durante a vigésima dinastia do Egito. A primeira menção conhecida foi encontrada no templo em Medinet Habu, que se refere aos Peleset entre os que lutaram com o Egito durante o reino de Ramessés III. Sete inscrições assírias se referem à região de "Palastu" ou "Pilistu", iniciando com Adadenirari III em 800 a.C. e constando até em um tratado feito por Assaradão mais de um século depois. Desta forma, o uso geral do termo "Palestina" para designar a região vem ocorrendo historicamente desde os tempos da Grécia Antiga, com Heródoto.

## História e Geografia

### Independência
Em 22 de novembro de 1974, a OLP obteve o estatuto de observador nas Nações Unidas (não de representante de um estado-membro), com  direito de voz mas não de voto. Após a Declaração de Independência, a Assembleia Geral das Nações Unidas reconheceu oficialmente a proclamação e passou a usar a denominação de "Palestina" em vez de "Organização para Libertação da Palestina" para se referir ao observador permanente palestino. Apesar dessa decisão, a OLP não participa da ONU na qualidade de governo do Estado da Palestina.
O Conselho Nacional da Palestina aprovou a Declaração de Independência em 15 de novembro de 1988, por 253 votos a favor, 46 votos contra e 10 abstenções. A declaração invocou o Tratado de Lausanne (1923) e a resolução 181.SFR da Assembleia Geral das Nações Unidas para fundamentar a proclamação do "Estado da Palestina no nosso território palestiniano com a sua capital em Jerusalém". Foi o esforço diplomático de maior sucesso no sentido da criar um Estado palestiniano, que todavia não tinha, na época, soberania sobre nenhum território - reivindicando aquele definido pelas fronteiras anteriores à Guerra dos Seis Dias e que permanecia sob ocupação israelense (Jerusalém inclusive).

### Autoridade Nacional

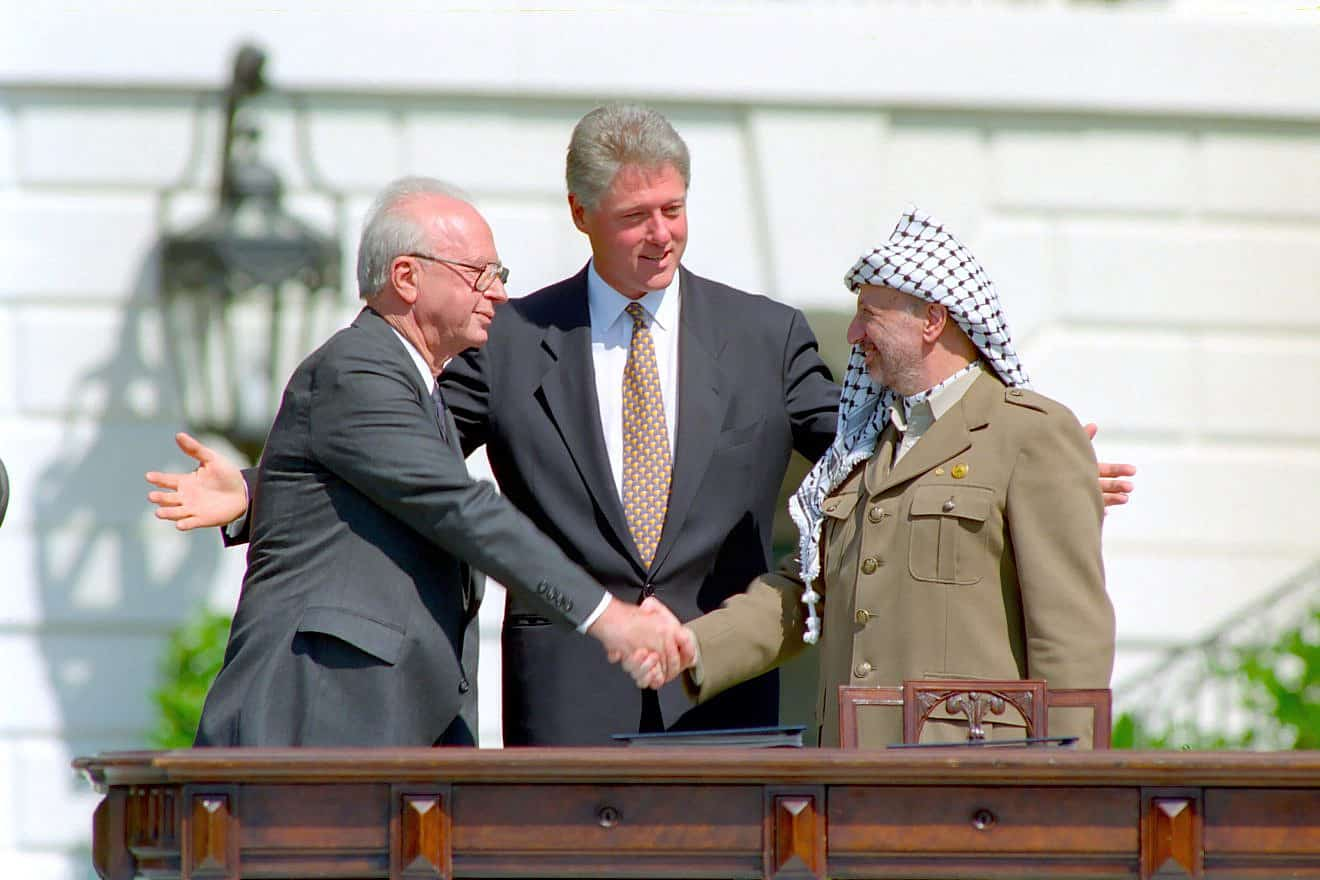
Yitzhak Rabin e Yasser Arafat dão as mãos, acompanhados por Bill Clinton, quando ocorreu a assinatura dos Acordos de Oslo, em 13 de setembro de 1993.

Em 1993, nos Acordos de paz de Oslo, Israel reconheceu a OLP como "representante do povo palestino", em troca do reconhecimento da existência de Israel pela OLP, bem como da aceitação das resoluções do Conselho de Segurança n° 242 e n° 338 e da renúncia à "violência e ao terrorismo". Desde 1994, a Autoridade Nacional Palestiniana é o ente estatal semiautônomo que governa nominalmente uma parte dos Territórios Palestinos.
Israel ainda manteve a ocupação da Cisjordânia mas, como resultado dos acordos, passou a permitir que a Autoridade Nacional Palestina executasse algumas funções administrativas na Cisjordânia e, até das eleições de 2006, também na Faixa de Gaza.
A partir de 2007, Israel impôs o bloqueio à Faixa de Gaza (aéreo, marítimo, e terrestre).
Depois que o Hamas venceu as eleições de 2006 e assumiu o controle da Faixa de Gaza, os territórios palestinos, que já haviam sido desconectados fisicamente, ficaram também divididos politicamente. O Fatah de Mahmoud Abbas ficou com a administração da Cisjordânia, sendo reconhecido internacionalmente como único representante da Autoridade Palestina. Em abril de 2011, os dois partidos firmaram um acordo de reconciliação que todavia não foi implementado.

## Demografia

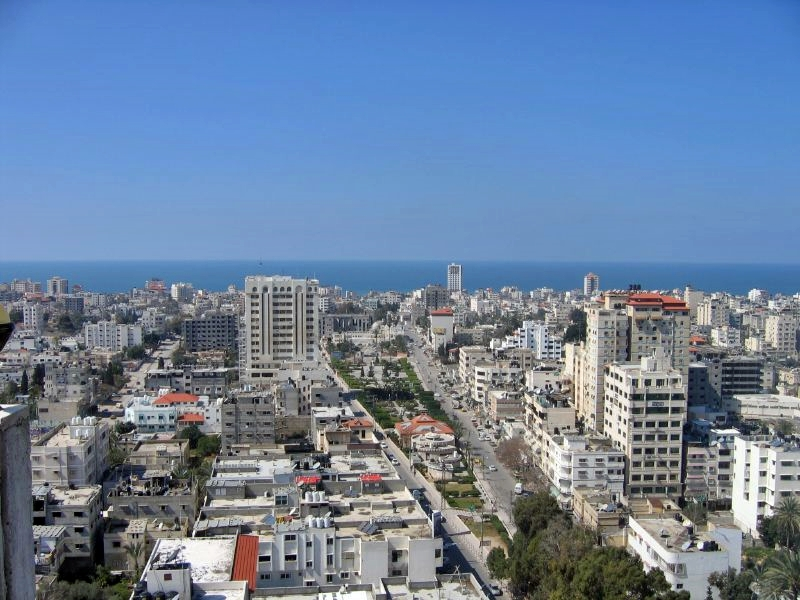
Gaza, a maior cidade dos territórios palestinos

Em 2022, o Escritório Central de Estatísticas da Palestina estimou o número de palestinos em 14,3 milhões de pessoas, distribuídos da seguinte forma: 5,3 milhões nos territórios palestinos (36,6%); 2 milhões (11,5%) em Israel; 6 milhões em países árabes (46,2%) e mais de 600 mil em países estrangeiros (5,7%).
De acordo com um artigo no The Guardian (2008), os territórios palestinos têm uma das populações que mais crescem no mundo, com um crescimento de 30% na última década (2008). Havia 3,76 milhões de palestinos na Cisjordânia, na Faixa de Gaza e em Jerusalém Oriental, acima dos 2,89 milhões registrados 10 anos antes.
De acordo com o United States Census Bureau, o crescimento da população palestina entre 1990 e 2008 em Gaza e na Cisjordânia foi de 106%, de 1,9 milhões (1990) para 3,9 milhões de pessoas.
De acordo com a ONU (2010), a população palestina é de 4,4 milhões. De acordo com estatísticas palestinas, a densidade populacional em 2009 era de 654 hab/km², sendo 433 hab/km² na Cisjordânia, incluindo Jerusalém, e 4 073 hab/km² na Faixa de Gaza. Em meados da década de 2009, a participação da população com menos de 15 anos de idade era de 41,9% e acima de 65 anos de 3%.

### Saúde
De acordo com o Ministério da Saúde Palestino (MS), em 2017, havia 743 centros de saúde primários na Palestina (583 na Cisjordânia e 160 em Gaza) e 81 hospitais (51 na Cisjordânia, incluindo Jerusalém Oriental, e 30 em Gaza).
Operando sob os auspícios da Organização Mundial da Saúde (OMS), o Cluster de Saúde para o território palestino ocupado (oPt) foi estabelecido em 2009 e representa uma parceria de mais de 70 organizações não governamentais locais e internacionais e agências da ONU que fornecem uma estrutura para atores da saúde envolvidos na resposta humanitária para a oPt. O Cluster é copresidido pelo MS para garantir o alinhamento com as políticas e planos nacionais. O relatório do Diretor-Geral da OMS de 1° de maio de 2019 descreve as condições do setor de saúde na oPt, identificando as prioridades estratégicas e os obstáculos atuais para sua realização, de acordo com a estratégia de cooperação com o país para a OMS e o Território Palestino Ocupado 2017-2020.

### Educação
A taxa de alfabetização da Palestina foi de 96,3%, de acordo com um relatório de 2014 do Programa de Desenvolvimento das Nações Unidas, que é alto para os padrões internacionais. Há uma diferença de gênero na população acima de 15 anos, com 5,9% das mulheres consideradas analfabetas em comparação com 1,6% dos homens. O analfabetismo entre as mulheres caiu de 20,3% em 1997 para menos de 6% em 2014.

### Religião
93% dos palestinos são muçulmanos, a grande maioria dos quais são seguidores do ramo sunita do Islã, com uma pequena minoria de Ahmadiyya, e 15% são muçulmanos não denominacionais. Os cristãos palestinos representam uma minoria significativa de 6%, seguidos por comunidades religiosas muito menores, incluindo drusos e samaritanos.

## Governo

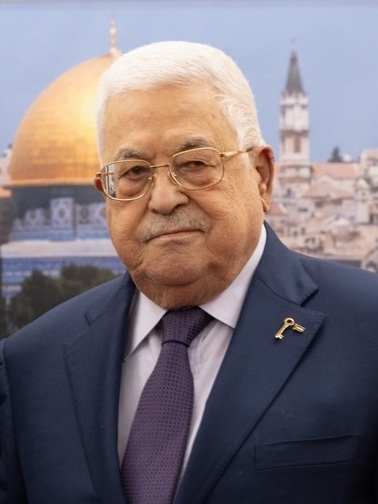
Mahmoud Abbas, Presidente da Autoridade Nacional Palestina

O Estado da Palestina é composto pelas seguintes instituições que estão associadas com a Organização para a Libertação da Palestina (OLP):
- Presidente do Estado da Palestina[60] - nomeado pelo Conselho Central da Palestina;[61]
- Conselho Nacional Palestina - a legislatura que estabeleceu o Estado da Palestina;
- Comitê Executivo da Organização para a Libertação da Palestina - desempenha as funções de um governo no exílio,[62] com a manutenção de uma extensa rede de relações estrangeiras.

Estes devem ser distinguidos das seguintes instituições, que são associadas à Autoridade Nacional Palestina: Presidente da Autoridade Nacional Palestina e o Conselho Legislativo da Palestina (CLP).

### Divisões Administrativas
O Estado da Palestina é dividido em dezesseis territórios administrativos.
| Divisão administrativa | Área (km²) | População | Densidade (p/km²) | Muhafaza ou capital             |
| ---------------------- | ---------- | --------- | ----------------- | ------------------------------- |
| Jenim                  | 583        | 311 231   | 533,84            | Jenim                           |
| Tubas                  | 402        | 64 719    | 160,99            | Tubas                           |
| Tulcarém               | 246        | 182 053   | 740,05            | Tulcarém                        |
| Nablus                 | 605        | 380 961   | 629,68            | Nablus                          |
| Calquília              | 166        | 110 800   | 667,46            | Calquília                       |
| Salfit                 | 204        | 70 727    | 346,7             | Salfit                          |
| Ramala e al-Bireh      | 855        | 348 110   | 407,14            | Ramala                          |
| Jericó                 | 593        | 52 154    | 87,94             | Jericó                          |
| Jerusalém              | 345        | 419 108   | 1 214,8           | Jerusalém (de Jure, em disputa) |
| Belém                  | 659        | 216 114   | 927,94            | Belém                           |
| Hebrom                 | 997        | 706 508   | 708,63            | Hebrom                          |
| Gaza do Norte          | 61         | 362 772   | 5 947,08          | Jabalia                         |
| Gaza                   | 74         | 625 824   | 8 457,08          | Gaza                            |
| Deir Al-Balah          | 58         | 264 455   | 4 559,56          | Deir al-Balah                   |
| Khan Yunis             | 108        | 341 393   | 3 161,04          | Khan Yunis                      |
| Rafá                   | 64         | 225 538   | 3 524,03          | Rafá                            |

## Segurança
O Estado da Palestina possui várias forças de segurança, incluindo Força de Polícia Civil, Forças de Segurança Nacional e Serviços de Inteligência, com a função de manter a segurança e proteger os cidadãos palestinos e o Estado Palestino.

### Reconhecimento internacional
A Autoridade Nacional Palestiniana declara que ambiciona o estabelecimento de um Estado da Palestina, com um governo democrático e transparente na totalidade da Cisjordânia, Faixa de Gaza e Jerusalém Oriental, posição formalmente apoiada pelos Estados Unidos, União Europeia, UNASUL e Liga Árabe. Alguns países da União Europeia, como o Reino Unido, mantêm relações com a Autoridade Nacional Palestiniana, desde os Acordos de paz de Oslo (1993). Entretanto, ao longo do conflito israelo-palestino, as reivindicações pela independência do Estado da Palestina têm sido ignoradas por Israel,[carece de fontes?] mesmo após a retirada de Israel da Faixa de Gaza, em 2005.

Resultado da votação para que a Palestina se torne um Estado observador da ONU:
A favor
Contra
Abstenções
Ausente
Não membros

Países que reconhecem o Estado da Palestina
Países que anuciaram que vão reconhecer o Estado da Palestina
Países que anuciaram que vão reconhecer o Estado da Palestina Condicionalmente

Em 2010, o então presidente do Brasil Luiz Inácio Lula da Silva atendeu ao pedido de reconhecimento do presidente da Autoridade Nacional Palestina, Mahmoud Abbas. Desde então, o Brasil reconhece a existência do Estado Palestino com as fronteiras de 4 de junho de 1967, anteriores à Guerra dos Seis Dias, que envolveu vários estados árabes e Israel. Desde 1975, o Brasil também reconhece a Organização para a Libertação da Palestina (OLP) como a "legítima representante do povo palestino".
Até novembro de 2012, 132 (68%) ou 133 (68,9%) dos 193 estados membros das Nações Unidas haviam reconhecido o Estado da Palestina. Mesmo entre os países que ainda o reconhecem, muitos reconhecem a OLP como representante do povo palestino.
O Estado Palestino é reconhecido por quase todos os países do mundo islâmico (com a exceção apenas da Eritreia), além da grande maioria dos países da Ásia e da África, e de boa parte dos países da América Latina e da Europa Oriental. Na Europa Ocidental, é reconhecido apenas pela República de Malta e pela Islândia.
Em 29 de novembro de 2012, 65 anos depois da Resolução 181, que aprovou a partilha oficial da Palestina, a Assembleia Geral das Nações Unidas, numa votação histórica, reconheceu os territórios palestinos - Cisjordânia, Gaza e Jerusalém Oriental - como um Estado não membro da ONU, com status político de observador, tal como o Vaticano. Para aprovar a resolução, eram necessários apenas 97 votos a favor. Afinal, votaram a favor 138 países, capitaneados, na Europa, pela França. Todos os países de língua oficial portuguesa, ou seja, o Brasil, Angola, Portugal, Moçambique, Guiné-Bissau, Cabo Verde, São Tomé e Príncipe e Timor-Leste também votaram favoravelmente ao reconhecimento do Estado Palestino, que doravante poderá participar das reuniões da Organização como observador, sem direito a voto.
Com a mudança de status, os palestinos poderão participar de agências do sistema ONU. Além disso, a Palestina terá a possibilidade de recorrer aos organismos das Nações Unidas e à Corte Penal Internacional para protestar, pedir sanções internacionais ou mesmo solicitar uma intervenção militar contra a ocupação do seu território por Israel.
Em agosto de 2015, os representantes da Palestina na ONU apresentaram um projeto de resolução que permitiria que os países observadores não membros da Palestina e da Santa Sé levantassem suas bandeiras na sede das Nações Unidas. Inicialmente, os palestinos apresentaram sua iniciativa como um esforço conjunto com a Santa Sé, que a Santa Sé negou. Há uma grande variedade de opiniões sobre o status do Estado da Palestina, tanto entre os estados da comunidade internacional quanto entre os juristas. Entretanto, essa existência, embora controversa, é uma realidade nas opiniões dos Estados que estabeleceram relações diplomáticas bilaterais.
Em maio de 2024 81% dos países-membros da Assembleia Geral da ONU apoiaram a adesão do Estado Palestino à organização, da qual é membro observador desde 2012. Na América Latina, há 19 países que reconheceram a existência do Estado palestino: Argentina, Bolívia, Brasil, Chile, Colômbia, Costa Rica, Cuba, República Dominicana, Equador, El Salvador, Guatemala, Haiti, Honduras, México, Nicarágua , Paraguai, Peru, Uruguai e Venezuela.
O único país latino-americano que não reconhece o Estado palestino é o Panamá. Essa também foi a única nação da região a votar contra a obtenção do status de "Estado observador não membro" pelos palestinos na ONU, em uma votação histórica que ocorreu no final de 2012.
Em maio 2024 também, mais três paises europeus, Espanha, Irlanda e Noruega anunciaram a decisão de reconhecer a Palestina como Estado e esperam que outros países sigam o passo, diante do “perigo” que a solução de dois Estados enfrenta devido à guerra. Em junho do mesmo ano foi a vez da Eslovênia, assim, até junho de 2024 o Estado da Palestina passa a ser reconhecido por 146 países dos 193 Estados-membros da ONU.
Portugal é a única nação lusófona a não reconhecer a Palestina como estado soberano, no entanto o Governo anunciou que vai discutir com os outros partidos e com o Presidente da República

### Relações internacionais
A representação do Estado da Palestina é realizada pela Organização para a Libertação da Palestina (OLP). Nos estados que reconhecem o Estado da Palestina, mantém embaixadas. A Organização para a Libertação da Palestina está representada em várias organizações internacionais como membro, associado ou observador. Por causa da inconclusão das fontes em alguns casos, é impossível distinguir se a participação é executada pela OLP como representante do Estado da Palestina, pela OLP como entidade não estatal ou pela ANP.

## Economia

### Turismo
O turismo no território reivindicado pelo Estado da Palestina refere-se ao turismo em Jerusalém Oriental, Cisjordânia e Faixa de Gaza. Em 2010, 4,6 milhões de pessoas visitaram os territórios palestinos, em comparação com 2,6 milhões em 2009. Desse número, 2,2 milhões eram turistas estrangeiros, enquanto 2,7 milhões eram domésticos. A maioria dos turistas vem por apenas algumas horas ou como parte de um roteiro de viagem de um dia. No último trimestre de 2012, mais de 150 000 hóspedes ficaram em hotéis na Cisjordânia; 40% eram europeus e 9% eram dos Estados Unidos e Canadá. O guia de viagens Lonely Planet escreve que "a Cisjordânia não é o lugar mais fácil de se viajar, mas o esforço é ricamente recompensado". Em 2013, a ministra do Turismo da Autoridade Palestina, Rula Ma'ay'a, afirmou que seu governo visa incentivar visitas à Palestina, mas a ocupação é o principal fator que impede o setor de turismo de se tornar uma importante fonte de renda para os palestinos. Não há condições de visto impostas a cidadãos estrangeiros além das impostas pela política de vistos de Israel. O acesso a Jerusalém, Cisjordânia e Gaza é totalmente controlado pelo Governo de Israel. A entrada nos territórios palestinos ocupados requer apenas um passaporte internacional válido.

#### Esportes
O futebol é o esporte mais popular entre o povo palestino. O rugby também é um esporte popular. A Seleção Palestina de Futebol representa o país no futebol internacional.

### Comunicações
O Gabinete Central de Estatísticas Palestino (PCBS) e o Ministério de Telecomunicações e Tecnologia da Informação disseram que havia 4,2 milhões de assinantes de celular na Palestina, em comparação com 2,6 milhões no final de 2010, enquanto o número de assinantes de ADSL na Palestina aumentou para cerca de 363 mil em final de 2019 de 119 mil no mesmo período. 97% dos lares palestinos têm pelo menos uma linha de celular móvel, enquanto pelo menos um smartphone é propriedade de 86% dos lares (91% na Cisjordânia e 78% na Faixa de Gaza). Cerca de 80% das famílias palestinas têm acesso à Internet em suas casas e cerca de um terço tem um computador. Em 12 de junho de 2020, o Banco Mundial aprovou uma doação de US$ 15 milhões para o Projeto Tecnologia para Jovens e Empregos (TechStart) com o objetivo de ajudar o setor palestino de TI a atualizar as capacidades das empresas e criar mais empregos de alta qualidade. Kanthan Shankar, Diretor do Banco Mundial para a Cisjordânia e Gaza disse: "O setor de TI tem o potencial de dar uma forte contribuição para o crescimento econômico. Pode oferecer oportunidades aos jovens palestinos, que constituem 30% da população e sofrem de desemprego agudo".

#### Meios de comunicação
Existem vários jornais, agências de notícias e estações de televisão por satélite no Estado da Palestina. As agências de notícias incluem Ma'an News Agency, Wafa, Palestine News Network e a televisão por satélite inclui Al-Aqsa TV, Al-Quds TV, Sanabel TV.

### Abastecimento de água e saneamento
O abastecimento de água e saneamento nos territórios palestinos são caracterizados por grave escassez de água e são altamente influenciados pela ocupação israelense. Os recursos hídricos da Palestina são totalmente controlados por Israel e a divisão das águas subterrâneas está sujeita às disposições do Acordo de Oslo II.
Geralmente, a qualidade da água é consideravelmente pior na faixa de Gaza em comparação com a Cisjordânia. Cerca de um terço a metade da água fornecida nos territórios palestinos se perde na rede de distribuição. O bloqueio duradouro da Faixa de Gaza e a Guerra de Gaza causaram graves danos à infraestrutura da Faixa de Gaza. Com relação às águas residuais, as estações de tratamento existentes não têm capacidade para tratar todas as águas residuais produzidas, causando severa poluição da água. O desenvolvimento do setor depende fortemente de financiamento externo.